# Real SC Queluz
Der Real Sport Clube ist ein portugiesischer Fußballverein aus Queluz. 

## Geschichte und Hintergrund
Real SC Queluz wurde 1951 gegründet. Lange Zeit spielte die Fußballmannschaft nur im regionalen Bereich der Ligapyramide, 1996 gelang erstmals der Aufstieg in die viertklassige Terceira Divisão. Dem Abstieg zwei Jahre später folgte der direkte Wiederauf- und -abstieg. Ab 2002 etablierte sich die Mannschaft letztlich auf dem vierten Spielniveau und schaffte drei Jahre später den Sprung in die drittklassige Segunda Divisão. Hier spielte sie sechs Spielzeiten bis zum Abstieg im Sommer 2011. Nach einer Ligareform mit der Einführung des Campeonato de Portugal als einer neuen, verbreiterten dritten Liga verblieb die Mannschaft in der vierten Liga, die nunmehr dem regionalen Ligabereich zugeordnet war. 
2015 kehrte Real SC Queluz in den überregional organisierten Fußball zurück und schaffte bereits zwei Jahre später den Aufstieg aus dem Campeonato de Portugal in die zweitklassige Segunda Liga. Die Zweitliga-Spielzeit 2017/18 belegte der Liganeuling nach nur acht Saisonsiegen auf dem letzten Tabellenplatz. Als Tabellendritter hinter dem SC Praiense und dem Casa Pia AC verpasste die Mannschaft den direkten Wiederaufstieg und stand auch in der folgenden Spielzeit im Aufstiegskampf, ehe aufgrund der Auswirkungen der COVID-19-Pandemie in Portugal der Spielbetrieb abgebrochen wurde. 2021 wurde in der Folge eine neue, konsolidierte dritthöchste Spielklasse in Form der Liga 3 eingeführt, für die sich der Klub qualifizieren konnte. Nachdem er sich im ersten Jahr noch in der Abstiegsrunde retten konnte, beendete der Verein 2023 die Abstiegsrunde gemeinsam mit Vitória Setúbal auf einem Abstiegsplatz. Der Fall setzte sich auch im Campeonato de Portugal fort, dort belegte die Mannschaft nur den vorletzten Platz ihrer Staffel und wurde somit in den regionalen Ligabereich durchgereicht.

## Stadion
Seine Heimspiele trägt der Real SC Queluz im Estádio do Real SC in Queluz aus, das über eine Haupt- und Gegentribüne verfügt und 1200 Zuschauern Platz bieten soll.